# To the Power of Three
To the Power of Three (estilizado como …To the Power of Three) es el único álbum de estudio de la banda británica de rock progresivo 3. Producido por Carl Palmer y Robert Berry, fue lanzado a principio de 1988 por Geffen Records.
El álbum contiene una versión de la clásica canción de los Byrds «Eight Miles High». La pista de cierre, «On My Way Home», fue dedicada a Tony Stratton-Smith.
To the Power of Three recibió críticas negativas y fue un fracaso commercial, habiendo ancalzando solo el n°97 en la lista estadounitense Billboard 200. Jason Ankeny escribió a AllMusic una reseña de una oración en la que esparaba que "…To the Power of Three no logra recuperar la magia de las collaboraciones pasadas de Keith Emerson y Carl Palmer" y le dio al álbum una calificación de 2 de 5 estrellas.
«Talkin' 'Bout», el único sencillo lanzado del álbum, ancalzó el n°9 en la lista Mainstream Rock.

## Piezas
Según el folleto que acompaña el álbum:

Todas las piezas son arregladas por Keith Emerson.

| Lado A |                                                                          |                                                         |          |  |
| N.º    | Título                                                                   | Escritor(es)                                            | Duración |  |
| 1.     | «Talkin' 'Bout»                                                          | Robert Berry                                            | 4:93     |  |
| 2.     | «Lover to Lover»                                                         | Keith Emerson, Robert Berry, Carl Palmer                | 4:12     |  |
| 3.     | «Chains»                                                                 | Sue Shifrin, Bob Marlette                               | 3:43     |  |
| 4.     | «Desde La Vida» - a). «La Vista» - b). «Frontera» - c). «Sangre de Toro» | - Emerson-Berry-Palmer - Keith Emerson - Emerson-Palmer | 7:06     |  |

| Lado B |                       |                                       |          |  |
| N.º    | Título                | Escritor(es)                          | Duración |  |
| 1.     | «Eight Miles High»    | David Crosby, Gene Clark, Jim McGuinn | 4:08     |  |
| 2.     | «Runaway»             | Robert Berry                          | 4:42     |  |
| 3.     | «You Do or You Don’t» | Robert Berry                          | 5:02     |  |
| 4.     | «On My Way Home»      | Keith Emerson                         | 4:46     |  |

## Músicos
Según el folleto que acompaña el álbum:
- Keith Emerson – teclados
- Robert Berry – voz, bajo y guitarras
- Carl Palmer – batería y percussiones

### Instrumentos
- Teclados Korg y Kurzwell
- Guitarras Steinberger con cuerdas Scalar Design
- Batería acústica Remo
- Batería electrónica Dynacord
- Platillos Paiste

### Cantantes adicionales
- Susie O'List
- Lana Williams
- Kim Liat J. Edwards

## Equipos técnicos
Según el folleto que acompaña el álbum:
- Producción: Carl Palmer y Robert Berry
- Grabaciones en E-Zee Studios, Londres
  - Steve McNeal y Ian Remmer: ingenieros
- Grabaciones en West Side Studios, Londres 
  - Nick Davis y Peter Jones: ingenieros
- Mezcla en The Record Plant, Nueva York
  - Greg Fulginiti (de casa Artisan Sound Recorders): masterización
  - David Thoener: mezcla
- Gestión: Brian Lane para Sunart Music Ltd.